# Sebastián Apesteguía
Sebastián Apesteguía (Buenos Aires, 27 de mayo de 1969) es un paleontólogo argentino. Apodado como "El Ninja". Se desempeña como Investigador Principal de CONICET, en el Área de Paleontología de la Fundación Azara - Universidad Maimónides.

## Educación
Estudió sus primeros años universitarios cursando la licenciatura en Ciencias Biológicas por la Universidad de Buenos Aires, pero se graduó en la Facultad de Ciencias Naturales y Museo, de la Universidad de La Plata (2001), donde realizó su doctorado, que culminó en 2008.  

## Trayectoria profesional
En 1988 a los 18 años, comenzó a colaborar en el Museo de Ciencias Naturales de Buenos Aires. Es licenciado en Ciencias Biológicas con orientación en Paleontología de la Universidad Nacional de La Plata y Doctor en Ciencias Naturales con Orientación en Paleontología por la misma institución académica. Como paleontólogo se formó bajo la dirección de José Fernando Bonaparte, Fernando Novas, Zulma Brandoni de Gasparini y Marta Fernández.
Fue técnico preparador de fósiles en el equipo de J. Bonaparte (1988-1993), estudiante de F. Novas (1995-2002), investigador adscripto del Museo Argentino de Ciencias Naturales (2003-2007) y primer director del Museo Patagónico de Ciencias Naturales (General Roca/Fisque Menuco)(2007), en la provincia argentina de Río Negro. 
En 1999, a los 30 años, lideró la investigación para investigar los restos de Priosphenodon.
Apesteguía fue el principal paleontólogo argentino a cargo de la recolección de los fósiles y estudio de Gualicho shinyae, así como también del Leinkupal laticauda. Fue el principal descriptor de la serpiente basal Najash rionegrina. Trabajó también para dar con los restos fósiles de Bonitasaura salgadoi en la localidad de "La Bonita". Dirigió la investigación de Buitreraptor gonzalezorum en el yacimiento paleontológico La Buitrera, Río Negro, llamada por algunos "El Gobi Sudamericano", que proveyó una enorme cantidad de nuevos vertebrados fósiles para la provincia de Río Negro Lideró la exploración para la investigación de Cathartesaura anaerobica. Lideró en 2012 la investigación y exploración del Alnashetri cerropoliciensis.
En el CONICET es investigador Principal. Allí dirige el Área de Paleontología de la Fundación de Historia Natural Félix de Azara. Es también profesor titular de Herpetología y Paleontología en la Universidad CAECE y dirigió el proyecto del Parque Cretácico Sucre, en Bolivia.
Su principal línea de investigación está dirigida al estudio de los reptiles cretácicos de la Patagonia Argentina y las relaciones de las faunas cretácicas sudamericanas y norteamericanas.
Ha sido convocado como docente para dictar cursos de paleontología en Bolivia, Ecuador y Argentina, y realizado trabajos de evaluación de impacto paleontológico en proyectos mineros e hidroeléctricos. Encabezó proyectos de cooperación científica con Hungría (SECyT-NKTH, 2006) y Francia (2009).
Ha escrito unos 80 trabajos científicos, la mayoría en publicaciones internacionales, como Nature (6), Cretaceous Research (8), Journal of Vertebrate Paleontology (2), Proceedings of the Royal Society, PLOS ONE, Zoological Journal of the Linnean Society y otros, de entre los cuales quizás los más famosos sean las descripciones originales del primer rapaz o "raptor" completo del hemisferio sur (Buitreraptor gonzalezorum), el alvarezsáurido más basal (Alnashetri cerropoliciensis), el primer esfenodonte del Cretácico superior (Priosphenodon o Priosphenodon avelasi), la serpiente más primitiva conocida (Najash rionegrina), las serpientes más antiguas del mundo (Diablophis gilmorei), un dinosaurio saurópodo con guillotinas en las mandíbulas (Bonitasaura salgadoi), tres titanosaurios basales, un esfenodonte de fines del Cretácico (Kawasphenodon expectatus) y un mamífero driolestoideo (Cronopio dentiacutus).
Ha realizado más de 60 campañas paleontológicas, principalmente en la Patagonia, pero también en el norte argentino, Bolivia, Ecuador, el norte de los Estados Unidos de América, Hungría y Francia, para lo que recibió varios subsidios de The Jurassic Foundation y de la National Geographic Society en las que descubrió 13 nuevas localidades fosilíferas, incluyendo La Buitrera y Campo de Violante, en Río Negro.
Realizó unas 50 obras de difusión de las ciencias, entre las que se encuentran el libro "Dinosaurios de la Argentina", "Vida en Evolución", "Mujeres de las Piedras", con Fernanda Castaño, "Perros nativos y otros cánidos de las Américas", con Stella Maris Álvarez, "Bonaparte, el amo de los dinosaurios", "Dinosaurios de Entre Ríos", "El Uruguay de los Dinosaurios", con Matías Soto, y la serie de 3 "Nuestros Dinosaurios", así como la traducción y actualización de la Enciclopedia de los Animales Prehistóricos de La Nación.
Participó como columnista en el programa Científicos Industria Argentina y como conductor del programa Dicciosaurio emitido en 2009 y 2010 por Canal 7.
Fuera de la Argentina, dirigió el trabajo de campo que llevó al descubrimiento de huellas de dinosaurios en el Parque nacional Toro Toro de Potosí, Bolivia. 
También estudió restos de dinosaurios de Cuba y publicó el primer dinosaurio de Ecuador.

## Aportes científicos
Se especializa sobre reptiles del Cretácico de la Patagonia, incluyendo dinosaurios, lagartos, esfenodontes y otros. Ha descubierto y publicado varias especies fósiles como los dinosaurios Bonitasaura salgadoi, Ligabuesaurus leanzai, Cathartesaura anaeróbica, Sidersaura marae, Buitreraptor gonzalezorum, Pneumatoraptor fodori, Amargatitanis macni, Nopcsaspondylus alarconensis, Alnashetri cerropoliciensis, Leinkupal laticauda, Gualicho shinyae, Bajadasaurus pronuspinax, Yamanasaurus lojaensis, Meraxes gigas, Jakapil kaniukura, y Patagopelta cristata. También el cocodrilo Araripesuchus buitreraensis, el lepidosauromorfo  Taytalura alcoberi, los esfenodontes Priosphenodon avelasi, Priosphenodon minimus, Lamarquesaurus cabazai, Sphenocondor gracilis, Kawasphenodon expectatus , Kawasphenodon peligrensis y Tika giacchinoi, las serpientes Najash rionegrina, Portugalophis lignites, Eophis underwoodi y Diablophis gilmorei, el lagarto Jeddaherdan aleadonta, la tortuga Prochelidella buitreraensis, el mamífero Cronopio dentiacutus y los peces Ameghinoceratodus iheringi, Chaoceratodus portezuelensis, Ceratodus argentinus, Ceratodus kaopen, Ptychoceratodus cionei y Ptychoceratodus wichmanni. También la cidadal Zamuneria amylum.

## Distinciones
- 2010ː Premio: Premio Especial Bicentenario(compartido).Por: “Sitios de Interés Geológico de la República Argentina-Los geólogos nos cuentan "Institución otorgante: GAEA, Sociedad Argentina de Estudios Geográficos.[1]
- 2010ː Premio: Martín Fierro (compartido).Por: “Científicos Industria Argentina "Institución otorgante: APTRA (Asociación de Periodistas de la Televisión y Radiofonía Argentinas).[1]
- 2011ː Premio: Martín Fierro (compartido, en la terna).Por: “Científicos Industria Argentina "Institución otorgante: APTRA (Asociación de Periodistas de la Televisión y Radiofonía Argentinas).[1]
- 2013ː Premio: Huésped Distinguido de la ciudad de Sucre "Institución otorgante: Gobierno Municipal de Sucre, por Ordenanza Municipal 131/13.[1]
- 2017ː Premio: Escudo de Armas de la ciudad de Sucre" mediante Ordenanza Municipal del Gobierno Municipal de Sucre
- 2018ː Visitante ilustre a la Universidad Nacional de Piura, Perú.
- 2021ː Se publicó el dinosaurio  Ninjatitan zapatai  en honor a su apodo, "El Ninja".

## Publicaciones científicas
Listado de algunas de las publicaciones científicas de Sebastián Apesteguíaː

### 2022
Apesteguía, S., Gallina, P.A. y Muzzopappa, P. 2022. El área de Paleontología de la Fundación Azara. Publicación Electrónica de la Asociación Paleontológica Argentina 22(1): 208–225. http://dx.doi.org/10.5710/PEAPA.23.06.2021.351
Calvo, J.O., González Riga, B.J., Apesteguía, S. y Tomaselli, M.B. 2022. Sauropod Ichnology. Overview and new research lines from a South American perspective. En South American Sauropodomorph dinosaurs. Record, diversity and evolution (Otero, Carballido and Pol, Eds). Springer Earth System Sciences: 503-540. 
Canale, J.I.; Apesteguía, S.; Gallina, P.A.; Mitchell, J.; Smith, N.D.; Cullen, T.M.; Shinya, A.; Haluza, A.; Gianechini, F.A.; and Makovicky, P.J. 2022. New giant carnivorous dinosaur reveals convergent evolutionary trends in theropod arm reduction. Current Biology 32, 1–8. https://doi.org/10.1016/j.cub.2022.05.057
Cónsole Gonella, C., Verde, M., de Valais, S., Apesteguía, S., Díaz-Martínez, I., Gallina, P.A., Gianechini, F.A., Citton, P., Aceñolaza, F.G. 2022. First record of the fossil bee nest Elipsoideichnus meyeri from Argentina (Colón, Entre Ríos province). Serie Correlación Geológica 38(2): 05 – 17. - ISSN 1514-4186 - ISSN on-line 1666-9479. DOI 10.5281/zenodo.7926664
Gallina, P.A., Apesteguía, S., Carballido, J. y Garderes, J.P. 2022. Southernmost spiny backs and whiplash tails: Flagellicaudatans from South America. En South American Sauropodomorph dinosaurs. Record, diversity and evolution (Otero, Carballido and Pol, Eds). Springer Earth System Sciences: 209-236. 
Meso, J.G., Gianechini, F.A.; Juárez Valieri, R.D.; Apesteguía, S.; Correa, S.A.S. 2022. Theropods from the La Bonita site, Bajo de la Carpa Formation (Neuquen Group, Santonian), Río Negro, Argentina: analysis of dental evidence. Cretaceous Research 137: https://doi.org/10.1016/j.cretres.2022.105250
Riguetti, F., Apesteguía, S., Pereda Suberbiola, X. 2022. A new Cretaceous thyreophoran from Patagonia supports a South American lineage of armoured dinosaurs. Scientific Reports 12: 11621 doi.org/10.1038/s41598-022-15535-6
Riguetti, F., Pereda-Suberbiola, X., Ponce, D., Salgado, L., Apesteguía, S., Rozadilla, S., Arbour, V. 2022. A new small-bodied ankylosaurian dinosaur from the Upper Cretaceous of North Patagonia (Río Negro Province, Argentina). Journal of Systematic Palaeontology 20 (1): 2137441. ISSN 1477-2019. doi:10.1080/14772019.2022.2137441.

### 2021
Riguetti, F., Citton, P., Apesteguía, S., Zacarías, G. G. y Pereda-Suberbiola, X. 2021. New ankylosaurian trackways (cf. Tetrapodosaurus) from an uppermost Cretaceous level of the El Molino Formation of Bolivia. Cretaceous Research 124: https://doi.org/10.1016/ j.cretres.2021. 104810
Apesteguía, S., Garberoglio, F., Gómez, R.O. 2021. Earliest tuatara relative (Lepidosauria: Sphenodontinae) from southern continents. Ameghiniana 58(5): 416-441.  https://doi.org/ 10.5710/AMGH.13.07.2021.3442
Fernández Dumont, M.L., Pereyra, M. E., Bona, P., Apesteguía, S. 2021. New data on the palaeosteohistology and growth dynamic of the notosuchian Araripesuchus Price, 1959. Lethaia https://doi.org/10.1111/let.12423
Martínez, R.N., Simões, T.R., Sobral, G., Apesteguía, S. 2021. A Triassic stem lepidosaur illuminates the origin of lizard-like reptiles. Nature. https://doi.org/10.1038/s41586-021-03834-3
Pérez Mayoral, J., Argüello Scotti, A., Apesteguía, S., Veiga, G.D. 2021. High-resolution analysis of an erg-margin system from the Cretaceous Candeleros Formation (La Buitrera Paleontological Area, Río Negro Province, Argentina): An approach to different scales fluvial-aeolian interactions. Latin American Journal of Sedimentology and Basin Analysis 28(1): 37-59. 

### 2020
Maniel, I.J., de la Fuente, M.S:, Apesteguía, S., Pérez Mayoral, J., Sánchez, M.L., Veiga, G.D., Smales, I. 2020. Cranial and postcranial remains of a new species of Prochelidella (Testudines: Pleurodira: Chelidae) from ‘La Buitrera’ (Cenomanian of Patagonia, Argentina), with comments on the monophyly of this extinct chelid genus from southern Gondwana. Journal of Systematic Palaeontology. http://dx.doi.org/10.1080/14772019.2020.1721579
Apesteguía, S., Riguetti, F., Citton, P., Veiga, G. D., Poiré, D. G., de Valais, S., y Zacarías, G. G. 2020. The Ruditayoj-Tunasniyoj fossil area (Chuquisaca, Bolivia): a Triassic chirotheriid megatracksite and reinterpretation of purported thyreophoran tracks. Historical Biology. https://doi.org/10.1080/08912963.2020.1833328
Pérez Mayoral, J., Argüello Scotti, A., Apesteguía, S., Veiga, G.D. 2021. High-resolution analysis of an erg-margin system from the Cretaceous Candeleros Formation (La Buitrera Paleontological Area, Río Negro Province, Argentina): An approach to different scales fluvial-aeolian interactions. Latin American Journal of Sedimentology and Basin Analysis. Accepted date: 18-11-2020. Available online: 18-11-2020.
LeBlanc, A.R.H., Apesteguía, S., Larsson, H.C.E., Caldwell, M.C. 2020. Unique Tooth Morphology and Prismatic Enamel in Late Cretaceous Sphenodontians from Argentina. Current Biology 30, 1755–1761. https://doi.org/10.1016/j.cub.2020.02.071
Fernández Dumont, M.L., Bona, P., Pol, D. Apesteguía, S. 2020. New Anatomical Information on Araripesuchus buitreraensis with implications for the systematics of Uruguaysuchidae (Crocodyliforms, Notosuchia). Cretaceous Research 113: https://doi.org/10.1016/j.cretres.2020. 104494 
Apesteguía, S., Soto Luzuriaga, J. E., Gallina, P. A., Granda, J. T. y Guamán Jaramillo, G. A. 2019. The first dinosaur remains from the Cretaceous of Ecuador. Cretaceous Research, 104345. doi:10.1016/j.cretres.2019.104345
Soria de Caro, G.R., del Valle Cejas, R. (Vimma) y Caro, F.A. (Oshuko). 2020. “Katrén illám ananái. Las serpientes del principio”. COLECCIÓN VOCES ANCESTRALES DE LOS VALLES CALCHAQUÍES. Libros ilustrados para colorear. Producción por: Apesteguía, S., Bixio, B., Espina, G., Escobar, M.C., Giordanengo, G., Pastor, S., Peralta, M. Licencia Creative Commons Atribución-NoComercial-CompartirIgual 4.0 Internacional.
Soria de Caro, G.R., del Valle Cejas, R. (Vimma) y Caro, F.A. (Oshuko). 2020. “Ñaunau selek. El regalo del tejido”. COLECCIÓN VOCES ANCESTRALES DE LOS VALLES CALCHAQUÍES. Libros ilustrados para colorear. Producción por: Apesteguía, S., Bixio, B., Espina, G., Escobar, M.C., Giordanengo, G., Pastor, S., Peralta, M. Licencia Creative Commons Atribución-NoComercial-CompartirIgual 4.0 Internacional. 
del Valle Cejas, R. (Vimma), Caro, F.A. (Oshuko), Soria de Caro, G.R. 2020. “Tiri Kakán: Recuerda nuestra lengua ancestral”. Material de apoyo y difusión a la enseñanza de la lengua kakán para niñas y niños. Producción por: Bixio, B., Giordanengo, G., Stancanelli, Apesteguía, S., Pastor, S., Licencia Creative Commons Atribución-NoComercial-CompartirIgual 4.0 Internacional. 

### 2019
Apesteguía, S., Ceballos Izquierdo Y., Iturralde-Vinent, M. 2019. New taxonomic assignment for a dinosaur sauropod bone from Cuba. Historical Biology, DOI: 10.1080/08912963.2019. 1661406
Garberoglio, Fernando F., Sebastián Apesteguía, Tiago R. Simões, A. Palci, Raúl O. Gómez, R. Nydam, Hans C. Larsson, Michael S. Y. Lee y Michael W. Caldwell. 2019. New skulls and skeletons of the Cretaceous legged snake Najash, and the evolution of the modern snake body plan. Science Advances. 5 : eaax5833 20 November 2019 (https://advances.sciencemag.org/content/advances/5/11/eaax5833.full.pdf)
Gallina, P. Apesteguia, S., Canale, J. y Haluza, A. 2019. A new long-spined dinosaur from Patagonia sheds light on sauropod defense system. Scientific Reports. volume 9, Article number: 1392 https://doi.org/10.1038/s41598-018-37943-3
Garberoglio, Fernando F., Raúl O. Gómez, Sebastián Apesteguía, Michael W. Caldwell, María L. Sánchez y Gonzalo Veiga. 2019. A new specimen with skull and vertebrae of Najash rionegrina (Lepidosauria: Ophidia) from the early Late Cretaceous of Patagonia. Journal of Systematic Palaeontology. https://doi.org/10.1080/14772019.2018.1534288
Garberoglio, Fernando F., Raúl O. Gómez, Tiago R. Simões, Michael W. Caldwell y Sebastián Apesteguía. 2019. The evolution of the axial skeleton intercentrum system in snakes revealed by new data from the Cretaceous snakes Dinilysia and Najash. Scientific Reports 9:1276. https://doi.org/10.1038/s41598-018-36979-9

### 2018
Candia Halupczok, D.J.,  M. L. Sánchez, G. Veiga y S. Apesteguía. 2018. Dinosaur tracks in the Kokorkom desert, Candeleros Formation (Cenomanian, Upper Cretaceous), Patagonia Argentina: Implications for deformation structures in dune fields. Cretaceous Research. https://doi.org/ 10.1016/j.cretres.2017.10.017
Gianechini, F. A., P. J. Makovicky, S. Apesteguía e I. Cerda. 2018. Postcranial skeletal anatomy of the holotype and referred specimens of Buitreraptor gonzalezorum Makovicky, Apesteguía and Agnolín 2005 (Theropoda, Dromaeosauridae), from the Late Cretaceous of Patagonia. PeerJ 6:e4558; DOI 10.7717/peerj.4558

### 2017
Canale, J. I., Apesteguía, S., Gallina, P. A., Gianechini, F. y Haluza, A. 2017. The oldest theropods from the Neuquén Basin: Predatory dinosaur diversity from the Bajada Colorada Formation (Lower Cretaceous: Berriasian–Valanginian), Neuquén, Argentina. Cretaceous Research. Available online 19 November 2016. http://dx.doi.org/10.1016/j.cretres.2016.11.010
Gianechini, F. A., P. J. Makovicky y S. Apesteguía. 2017. The cranial osteology of Buitreraptor gonzalezorum Makovicky, Apesteguía, and Agnolín, 2005 (Theropoda, Dromaeosauridae), from the Late Cretaceous of Patagonia, Argentina. Journal of Vertebrate Paleontology. DOI: 10. 10.1080/02724634.2017.1255639.
Martinez L.C.A., Iglesias, A., Artabe, A.E., Varela, A.N. y Apesteguía, S. 2017. A new Encephalarteae trunk (Cycadales) from the Cretaceous of Patagonia (Mata Amarilla Formation, Austral Basin), Argentina.  Cretaceous Research. DOI: 10. 10.1016/j.cretres.2016.12.008.
Simões, T., Apesteguía, S., Schmaltz Hsiou, Annie, Daza, J.D. 2017. Lepidosaurs from Gondwana: An Introduction. Journal of Herpetology 51(3): 297-299. https://doi.org/10.1670/17-053
Apesteguía Sebastián. 2017. Joseph Redhead. A 250 años de su nacimiento. En Hombros De Gigantes. AZARA N°5: 3-6.
Apesteguía Sebastián y Cecilia Díminich, 2017. Billetes para mostrar a los argentinos. AZARA N°5: 8-17.

### 2016
Apesteguía S. 2016. Rhynchocephalians: The least known South American Lepidosaurs. En Historia Evolutiva y Paleobiogeográfica de los vertebrados de América del Sur (F. Agnolín, G. Lío, F. Brisson Egly, N. Chimento y F. Novas, Eds.). Contribuciones del MACN N.º 6: 7-19. ISSN 1666-5503.
Apesteguía S., Smith N.D., Juárez Valieri R., Makovicky P.J. 2016. An unusual new theropod with a didactyl manus from the Upper Cretaceous of Patagonia, Argentina. PLos ONE 11 (7): e0157793.doi:10.1371/journal.pone.0157793
Apesteguía S, Daza JD, Simões TR, Rage JC. 2016. The first iguanian lizard from the Mesozoic of Africa. Royal Society Open Science 3: 160462. http://dx.doi.org/10.1098/rsos.160462

### 2015
Apesteguía,S. y Díminich, C. 2015. ¡Ojo con la evolución! Dificultades y errores frecuentes en los comunicadores de Ciencias Naturales. Revista de la Asociación de Docentes en Ciencias Biológicas de la Argentina (ADBiA) 18 (1) (en prensa). ISSN 2344-9225
Apesteguía,S., Gallina, P. A., Gianechini, F. A., Soto, M. y Perea, D. 2015. Dinosaurios cretácicos del Triángulo Minero (Grupo Baurú, Brasil), el Grupo Paysandú (Uruguay Occidental) y la Cuenca Neuquina (Grupo Neuquén, Argentina). En Fósseis de Vertebrados e Plantas do Período dos Dinossauros da Região do Triângulo Mineiro (C. R. A. Candeiro y L. S. Avilla, Eds.). LetraCapital: 185-241.
Caldwell, M.W., Nydam, R.L., Palci, A. y Apesteguía, S. 2015. The oldest known snakes from the Middle Jurassic-Lower Cretaceous provide insights on snake evolution. Nature Communications 6, 5996. doi:10.1038/ncomms6996
Gallina, P.A. y Apesteguía, S. 2015. Postcranial anatomy of Bonitasaura salgadoi (Sauropoda, Titanosauria) from the Late Cretaceous of Patagonia. Journal of Vertebrate Paleontology e924957 (22 pp) DOI: 10.1080/02724634.2014.924957
Gianechini, F.A., Apesteguía, S., Landini, W., Finotti, F., Juárez Valieri, R. y Zandonai, F. 2015. New abelisaurid remains from the Anacleto Formation (Upper Cretaceous), Patagonia, Argentina. Cretaceous Research 54 (2015) 1-16.

### 2014
Apesteguía,S., Carballido, J. L. 2014. A new eilenodontine (Lepidosauria, Sphenodontidae) from the Lower Cretaceous of Central Patagonia. Journal of Vertebrate Paleontology 34(2): 303-317.
Apesteguía,S., Gómez, R. O. y Rougier, G. W. 2014. The youngest South American rhynchocephalian, a survivor of the K/Pg extinction. Proc. R. Soc. B 2014 vol. 281, N° 1792, 20140811. http://dx.doi.org/10.1098/rspb.2014.0811
Gallina, P.A., Apesteguía, S., Haluza, A. y Canale, J. I. 2014. A Diplodocid Sauropod Survivor from the Early Cretaceous of South America. PLoS One 9(5): e97128. doi:10.1371/journal.pone.0097128. 9 pp.
Apesteguía, S. 2014. Extinción + IVA: Las cinco grandes. Si muove: Revista de divulgación del Planetario de la Ciudad de Buenos Aires 9 (Primavera 2014):13-18.
Apesteguia Sebastián. 2014. Alcide Desalignes d’Orbigny. A 180 años del final de su periplo por seis países sudamericanos y a 160 años de su nombramiento como titular de paleontología en París. En Hombros de Gigantes. AZARA N°2: 3-5.
Apesteguía Sebastián. 2014. Entrevista a Carlos Díez Fernández Lomana y Aurora Martín Nájera en la Argentina. Tiene la Palabra. AZARA N°2: 19-23.
Apesteguía Sebastián. 2014. Paleontologia en Cerro Policia. AZARA N°2: 44.
Apesteguía Sebastián y Pablo Gallina, 2014. Área de paleontología. En: Valeria Bauni y Marina Homberg (eds.), Las ciencias naturales y antropológicas en la Fundación Azara, páginas 11-41. Fundación de Historia Natural Félix de Azara, Buenos Aires. Argentina. [Capítulo de libro].
Garrafa Leda Áurea y Sebastián Apesteguía. 2014. Rodolfo Magin Casamiquela (1932-2008). Bienes para la eternidad recordando a quienes nos precedieron. AZARA N°2: 82-88.
Giacchino Adrián y Sebastián Apesteguía. 2014. El llamado de la vocación, Horacio Homero camacho. Homenaje a naturalistas contemporáneos. AZARA N°2: 66-67.

### 2013
Apesteguía, S. 2013. Extinctum. Si muove: Revista de divulgación del Planetario de la Ciudad de Buenos Aires 6 (Primavera 2013): 29-36.
Apesteguía Sebastián. 2013. Félix de Azara. A 270 años de su nacimiento y a 230 años de su arribo a Sudamérica. En Hombros De Gigantes. AZARA N°1: 3-5.
Apesteguía Sebastián, 2013. ¿De dónde venimos? Exploración y Ciencia, 2: 4-7. Fundación de Historia Natural Félix de Azara. Buenos Aires, Argentina. [Artículo de divulgación].
Apesteguía Sebastián y Pablo Gallina, 2013. Los dinosaurios están entre nosotros. Exploración y Ciencia, 2: 14-18. Fundación de Historia Natural Félix de Azara. Buenos Aires, Argentina. [Artículo de divulgación].

### 2012
Apesteguía, S. 2012. The youngest European sphenodontian? A possible Late Campanian eilenodontine from the Baske Country. En (Royo Torres, R., Gascó, F. y Alcalá, L., Eds.) Libro de Abstracts del 10th Annual Meeting of the European Association of Vertebrate Paleontologists. Teruel (2012). ¡Fundamental! 20: 11-14.
Apesteguía, S.; Cambiaso, A.V. y Agnolín, F. Vertebrados de la Formación Paso del Sapo (Campaniano-Maastrichtiano), provincia de Chubut, Argentina. Ameghiniana 49(3): 395-400 (IF: 0,862).
Apesteguía, S., Gómez, R. O. y Rougier, G. W. 2012. A basal sphenodontian (Lepidosauria) from the Jurassic of Patagonia: new insights on the phylogeny and biogeography of Gondwanan rhynchocephalians. Zoological Journal of the Linnean Society 166: 342-360 (FI: 2,031).
Apesteguía, S., Jones, M.C. 2012. A Late Cretaceous “tuatara” (Lepidosauria: Sphenodontinae) from South America. Cretaceous Research 34: 154-160 (IF: 1,221).
De Valais, S., Apesteguía, S. y Garrido, A. 2012. Cretaceous small scavengers: feeding traces in tetrapod remains from Patagonia, Argentina. Plos One 7(1): e29841.doi:10.1371/journal. pone. 0029841. (FI: 4,351).
Makovicky, P. J., Apesteguía, S. y Gianechini, F.A. 2012. A new coelurosaurian theropod from the La Buitrera fossil locality of Río Negro, Argentina. Fieldiana Life and Earth Sciences 5: 90-98.
Rougier, G. W., Wible, J., Beck, R. y Apesteguía, S. 2012. The Miocene mammal Necrolestes demonstrates the survival of a Mesozoic nontherian lineage into the late Cenozoic of South America. PNAS 109(49): 19871-19872; doi:10.1073/iti4912109 (FI: 9,681).
Apesteguía, S. 2012. Una visión desde la Paleontología. En (J. Athor, Ed.), “Buenos Aires, la historia de su paisaje natural” (p. 30-52). Fundación de Historia Natural Félix de Azara. Buenos Aires. 496 pp. 
Apesteguía, S. 2012.Extinciones en tiempos geológicos. En Especies Amenazadas (G. Porini, Ed.). PP: 29-44
Maniel, I. y Apesteguía, S. 2012. Esquivando grandotes: las tortugas que caminaban entre los dinosaurios. Desde la Patagonia: Revista del Centro Regional Universitario de Bariloche 9(13): 8-15.

### 2011
Apesteguía, S., De Valais, S., Ríos Cordero, G. y Medina Ramírez, O. 2011. New ichnological record from the Late Campanian Toro Toro Formation at Toro Toro, Potosí (Bolivia): first probable dromaeosaurid tracks from South America. Ameghiniana 48(4): 662-667 (IF: 0,862).
Apesteguía, S., Gallina, P.A. 2011. Tunasniyoj, a dinosaur tracksite from the Jurassic-Cretaceous boundary of Bolivia. Anais do Academia Brasileira de Ciencias 83(1): 1-11 (IF: 1,07).
Gallina, P.A. y Apesteguía, S. 2011. Cranial anatomy and phylogenetic position of the titanosaurian sauropod Bonitasaura salgadoi. Acta Palaeontologica Polonica 56 (1): 45-60 (IF: 1,491).
Gianechini, F.A. y Apesteguía, S. Unenlagiinae revisited: dromaeosaurid theropods from South America. 2011. Anais do Academia Brasileira de Ciencias 83(1): 163-195 (IF: 1,07).
Gianechini, F.A., Lio, G. y Apesteguía, S. 2011. Isolated archosaurian teeth from “La Bonita” locality (Late Cretaceous, Santonian-Campanian), Río Negro Province, Argentina. Historia Natural 3 (1): 5-16.
Gianechini, F.A., Makovicky, P. J. y Apesteguía, S. 2011. The teeth of the unenlagiine theropod Buitreraptor from the Cretaceous of Patagonia, Argentina, and the unusual dentition of the Gondwanan dromaeosaurids. Acta Palaeontologica Polonica 56(2): 279-290 (IF: 1,491).
Rougier, G. W., Apesteguía, S. y Gaetano, L. C. 2011. Highly specialized mammalian skulls from the Late Cretaceous of South America. Nature 479: 97-102. (FI: 4,351).

### 2010
Apesteguía S., Gallina, P.A. y Haluza, A. 2010. Not just a pretty face: Anatomical peculiarities in the postcranium of rebbachisaurids (Sauropoda: Diplodocoidea). Historical Biology 22: 1-10.
Ősi, A., Apesteguía, S. y Kowalewski, M. 2010. Non-avian theropod dinosaurs from the Early Late Cretaceous of central Europe. Cretaceous Research 31(3): 304-320.
Sebastián Apesteguía, roberto Ares. 2010. Vida en evolución: la historia natural vista desde Sudamérica. Ed. Vázquez Mazzini, 382 pp. ISBN 9879132254, ISBN 9789879132258

### 2009
Pérez, L. M., Otero, A., Apesteguía, S. y Gallina, P. A. 2009. Estratigrafía y análisis tafonómico de Bonitasaura salgadoi Apesteguía, en el sitio “La Bonita” (Cretácico superior, Río Negro, Argentina). Rev. Mus. Argentino Cs. Nat., n.s. 11(1): 39-48.
Zaher, H., Apesteguía, S. y Scanferla, C. A. 2009. The anatomy of the Upper Cretaceous snake Najash rionegrina Apesteguía y Zaher, 2006, and the evolution of limblessness in snakes. Zoological Journal of the Linnean Society, pp. 1-26.

### 2008
Candeiro, C. R. A., Santos, A. R., Bergqvist, L. P., Ribeiro, L. C. B., and Apesteguía, S. 2008. The Late Cretaceous fauna and flora of the Uberaba area (Minas Gerais State, Brazil. Journal of South American Earth Sciences 25: 203-216.
Leanza, H. A., Apesteguía, S. y Garrido, A. 2008. El Anfiteatro de Rentería En Sitios de Interés Geológico de la República Argentina. CSIGA (Ed.) Instituto de Geología y Recursos Minerales. Servicio Geológico Minero, Anales 46, II: 593-602. Buenos Aires.
Apesteguía, S. 2008. Esfenodontes (Reptilia, Lepidosauria) del Cretácico Superior de Patagonia: Anatomía y filogenia. Tesis Doctoral inédita. 535 pp.
Apesteguía, S. 2008. Charles Darwin, un gigante con dimensión humana. Prólogo a la Autobiografía de Charles Darwin. Ediciones Continente, ISBN: 978-950-754-266-4. Buenos Aires, Argentina.

### 2007
Apesteguía, S. 2007. The sauropod diversity of the La Amarga Formation (Barremian), Neuquén (Argentina). Gondwana Research 12(4): 533-546.
Apesteguía, S. 2007. Dinosaurios y otros vertebrados terrestres. En: Hoja Geológica 3969-II, Neuquén, provincias del Neuquén, Río Negro y La Pampa. Instituto del Geología y Recursos Minerales. Servicio Geológico Minero Argentino, Boletín 370:89-99, 165 pp. Buenos Aires.
Apesteguía, S. 2007. Los saurópodos (Dinosauria, Reptilia) de la Sierra del Portezuelo (Coniaciano-Santoniano), Neuquén, Argentina. Las Ciencias, Revista del CEBBAD – Universidad Maimónides N° 1: 25-36.
Apesteguía, S.; Agnolin, F. L. y Claeson, K. 2007. Review of Cretaceous dipnoans from Argentina (Sarcopterygii: Dipnoi) with descriptions of new species. Rev. Mus. Arg. de Cienc. Nat., n.s. 9(1): 27-40.
Apesteguía, S. y Rougier, G. W. 2007. A Late Campanian Sphenodontid Maxilla from Northern Patagonia. American Museum Novitates 3581: 1-11.
Salgado, L.; Coria, R. A.; Magalhaes Ribeiro, C. M.; Garrido, A.; Rogers, R.; Simón, M. E.; Arcucci, A. B.; Curry Rogers, K.; Paulina Carabajal, A.; Apesteguía, S.; Fernández, M.; García, R. A. and Talevi, M. 2007. Upper Cretaceous dinosaur nesting sites of Río Negro (Salitral Ojo de Agua and Salinas de Trapalcó-Salitral de Santa Rosa), northern Patagonia, Argentina. Cretaceous Research 28 (3): 392-404.
guillermo w. Rougier. 2007. A Late Campanian Sphenodontid Maxilla from Northern Patagonia. Am. Museum novitates 3581. Ed. Am. Museum of Natural History, 11 pp.
Apesteguía, S. 2007. La evolución de los lepidosaurios. Investigación y Ciencia 367:54-63.
Apesteguía, S. 2007. Lepidosaurios en movimiento: de los lagartos a las serpientes. Investigación y Ciencia 371:55-61.

### 2006
Apesteguía, S. y Zaher, H. 2006. A Cretaceous terrestrial snake with robust hindlimbs and a sacrum. Nature 440: 1037-1040.
Bonaparte, J. F.; González Riga, B. J. and Apesteguía, S. 2006. Ligabuesaurus leanzai gen. et sp nov. (Dinosauria, Sauropoda), a new titanosaur from the Lohan Cura Formation (Aptian, Lower Cretaceous) of Neuquén, Patagonia, Argentina. Cretaceous Research 27 (3): 364-376.
Apesteguía, S. 2006. "Interacción entre plantas vasculares y vertebrados en ambientes continentales de Gondwana Occidental a lo largo del Mesozoico”. Para ‘Dinosaurios de Gondwana’ C.Papolio (Ed.).

### 2005
Apesteguía, S. 2005. A Late Campanian sphenodontid (Reptilia, Diapsida) from northern Patagonia. Comptes Rendus Palevol 4(8): 663-669.
Apesteguía, S. 2005. Evolution of the hyposphene-hypantrum complex within Sauropoda En Thunder-Lizards: the Sauropodomorph Dinosaurs. (V. Tidwell and K. Carpenter, Eds.): 248-267.
Apesteguía, S. 2005. Evolution of the titanosaur metacarpus En Thunder-Lizards: the Sauropodomorph Dinosaurs. (V. Tidwell and K. Carpenter, Eds.): 321-345.
Apesteguía, S.; Agnolin, F. L. y Lio, G. L. 2005. An early Late Cretaceous lizard from Patagonia, Argentina. Comptes Rendus Palevol, Volume 4, Issue 4, June 2005, Pages 311-315
Gallina, P. A. y Apesteguía, S. 2005. Cathartesaura anaerobica, un nuevo saurópodo rebaquisáurido de ‘La Buitrera’. Rev. Mus. Argentino de Cienc. Nat., n.s. 7(2): 153-166.
Makovicky, P. J.; Apesteguía, S. y Agnolín, F. L. 2005. The earliest dromaeosaurid theropod from South America. Nature 437: 1007-1011.
Pol, D. y Apesteguía, S. 2005. New Araripesuchus Remains from the Early Late Cretaceous (Cenomanian–Turonian) of Patagonia. American Museum Novitates 3490, 38 pp.
Salgado, L.; Apesteguía, S. y Heredia, S. E. 2005. A new specimen of Neuquensaurus australis, a Late Cretaceous saltasaurine titanosaur from North Patagonia. Journal of Vertebrate Paleontology 25(3):623–634.
Apesteguía, S. 2005. “Dinosaurios: sur, meteorito y después” En Hoy las ciencias adelantan que es una barbaridad. (D. Golombek y M. De Ambrosio, Eds.): 58-73. Libros del Rojas, 222 pp. Buenos Aires.
Apesteguía, S. 2005. “El tiempo está a favor de los pequeños: La Buitrera, un yacimiento del norte patagónico”. Encrucijadas 30: 74-81. 

### 2004
Apesteguía, S. 2004. Bonitasaura salgadoi: A beaked sauropod in the Late Cretaceous of Gondwana. Naturwissenschaften 91(10): 493-497.
Corbella, H., Novas, F. E., Apesteguía, S. y Leanza, H. A. 2004. First fission-track age for the dinosaur-bearing Neuquén Group (Upper Cretaceous), Neuquén basin, Argentina. Rev. Mus. Arg. de Cienc. Nat., n.s. 6(2): 227-232.
Leanza, H. A.; Apesteguía, S.; Novas, F.E. y De la Fuente, M. S. 2004. Cretaceous terrestrial beds from the Neuquén basin (Argentina) and their tetrapod assemblages. Cretaceous Research Volume 25, Issue 1, Pages 1-96.

### 2003
Apesteguía, S. y Novas, F. E. 2003. Large Cretaceous sphenodontian from Patagonia provides insight into lepidosaur evolution in Gondwana. Nature 425: 609-612.
De Valais, S.; Apesteguía, S. y Udrizar Sauthier, D. 2003. Nuevas evidencias de dinosaurios en la Formación Puerto Yeruá (Cretácico), Provincia de Entre Ríos, Argentina. Ameghiniana 40(4):631-635.
Enciclopedia de los dinosaurios y otros animales prehistóricos. 2003. La Nación. Traducción, corrección y adición de la fauna argentina.

### 2002
Apesteguía, S. 2002. Successional structure in continental tetrapod faunas from Argentina along the Cretaceous. Boletim do 6º Simpósio sobre o Cretáceo do Brasil / 2º Simposio sobre el Cretácico de América del Sur. Sao Pedro, Brasil: 135-141.
Apesteguía, S. 2002. Greater Gondwana and the Kawas Sea coastal tetrapod fauna (Campanian - Maastrichtian). Boletim do 6º Simpósio sobre o Cretáceo do Brasil / 2º Simposio sobre el Cretácico de América del Sur. Sao Pedro, Brasil: 143-147.
Apesteguía, S. 2002. "Nuestros Dinosaurios, II: Saurópodos", parte de una serie de 3 volúmenes, Ed. Lumen Buenos Aires.

### 2001
Apesteguía, S. 2001 (Nov). ‘Neuquensaurus australis’, para la sección Retro-fauna, revista Aire Libre. Tomo I (7): 108. 

### 2000
De la Vega, S. y Apesteguía, S. 2000 (Ene). ‘La Argentina de los Dinosaurios’ (III) para la revista ‘Aire y Sol’. Tomo 266: 110-115.
De la Vega, S. y Apesteguía, S. 2000 (Feb). ‘La Argentina de los Dinosaurios’ (IV) para la revista ‘Aire y Sol’. Tomo 267: 110-115.

### 1999
De la Vega, S. y Apesteguía, S. 1999 (Nov). ‘La Argentina de los Dinosaurios’ (I) para la revista ‘Aire y Sol’. Tomo 264: 110-115.
De la Vega, S. y Apesteguía, S.1999 (Dic). ‘La Argentina de los Dinosaurios’ (II) para la revista ‘Aire y Sol’. Tomo 265: 110-115.

### 1998
Apesteguía, S. 1998. "Nuestros Dinosaurios, I: Ornitisquios", parte de una serie de 3 volúmenes, Ed. Lumen, Buenos Aires. 

### 1993
Apesteguía, S. 1993. "Dinosaurios de la Argentina", Ed.Lumen, Buenos Aires.  

## Abreviatura (zoología)
La abreviatura Apesteguía  se emplea para indicar a Sebastián Apesteguía como autoridad en la descripción y taxonomía en zoología.